# Mutnedžemet

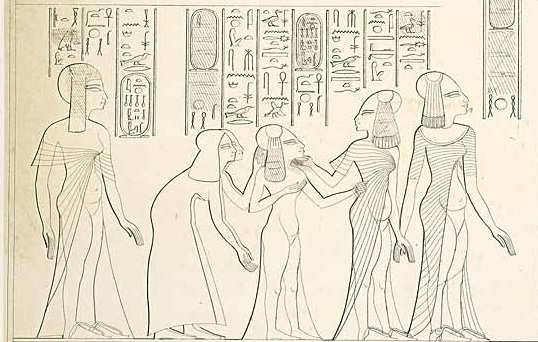
Mutnedžemet (vlevo) stojící za trojicí svých neteří a jejich chůvou

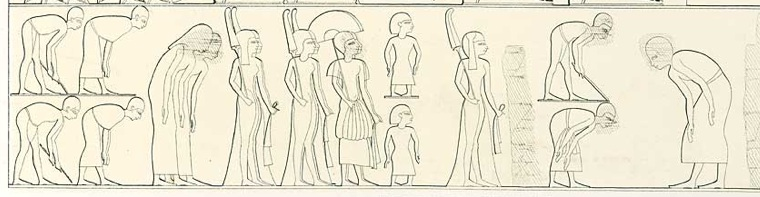
Mutnedžemet doprovázena dvěma trpaslíky

Mutnedžemet, známá i jako Mutbenret nebo Benretmut, byla staroegyptská šlechtična a poslední královna 18. dynastie.

## Život
Původ Mutnedžemet není zcela jasný, předpokládá se však, že byla dcerou Aje II. a tedy nejspíše sestra, či nevlastní sestra královny Nefertiti. V dospělosti se stala manželkou faraona Haramheba (který mohl být zároveň i jejím bratrem, ostatně incest nebyl ve starověkém Egyptě ničím neobvyklým). Pár měl několik dětí, ale jejich osud není zmíněn v žádném dosud objeveném textu a předpokládá se, že zemřely.

## Vyobrazení
Mutnedžemet byla vyobrazena v několika hrobkách šlechticů a vysoce postavených státních úředníků v Amarně.
- Hrobka Aje II.: Mutnedžemet je zobrazena ještě jako mladá dívka a je titulována „Sestra Velké královské manželky“.
- Hrobka Tutanchamona: na kusu alabastrové lodi je dáma doprovázena trpaslíkem – jedná se pravděpodobně o Mutnedžemet.[1]
- Hrobka Panehesyho: Mutnedžemet je vyobrazena s dvojicí svých otroků, kteří patrně patřili ke kmeni Pygmejů, nebo trpěli nanismem a jmenovali se Hemetniswernehe a Mutef-Pre.[1]
- Hrobka Parennefera: Mutnedžemet zde stojí při slavnostech za trojicí svých neteří, dcerami své sestry Nefertiti a jejího manžela Achnatona, a jejich chůvou.[2]
- „Květnová hrobka“: Mutnedžemet, coby členka královské rodiny, je zde zachycena při náboženských slavnostech.[2]
- Hrobka číslo 8: Mutnedžemet doprovázená svými dvěma otroky malého vzrůstu se baví s šesticí princezen.
- Hrobka číslo 22: Mutnedžemet se třemi nejstaršími neteřemi přihlíží Achnatonovu projevu.[3]

## Mutnedžemet a Mutbenret
Existuje teorie, podle níž byla královna Mutnedžemet jiná osoba než Nefertitina sestra Mutbenret, ale žádné přesvědčivé důkazy neexistují a většina egyptologů se od tohoto názoru spíše odklání.

## V literatuře
Mutnedžemet je hlavní postavou v knize Neferititi: Dcera věčnosti od americké autorky Michelle Moran. Některé historické události a příbuznosti mezi postavami jsou však změněny.